# Division I 1973-1974 (pallacanestro maschile)
La Division I 1973-1974 è stata la 42ª edizione del massimo campionato belga di pallacanestro maschile. La vittoria finale è stata appannaggio del Racing Mechelen.

## Risultati

### Stagione regolare
|     | Squadra                | G  | V  | P  | PF | PS | Pt. | Qualificazione       |
| --- | ---------------------- | -- | -- | -- | -- | -- | --- | -------------------- |
| 1.  | Racing Mechelen        | 22 | 16 | 6  |    |    | 32  | girone finale        |
| 2.  | Standard Liegi         | 22 | 16 | 6  |    |    | 32  | girone finale        |
| 3.  | Royal Molenbeek        | 22 | 16 | 6  |    |    | 32  | girone finale        |
| 4.  | Racing Anversa         | 22 | 15 | 7  |    |    | 30  | girone finale        |
| 5.  | Bavi Vilvoorde         | 22 | 13 | 9  |    |    | 26  | girone finale        |
| 6.  | BUS Lier               | 22 | 13 | 9  |    |    | 26  | girone finale        |
| 7.  | Brugge                 | 22 | 12 | 10 |    |    | 24  | girone retrocessione |
| 8.  | Ostenda                | 22 | 10 | 12 |    |    | 20  | girone retrocessione |
| 9.  | Okapi Aalstar          | 22 | 8  | 14 |    |    | 16  | girone retrocessione |
| 10. | Athlon Ieper           | 22 | 7  | 15 |    |    | 14  | girone retrocessione |
| 11. | Elite Gent             | 22 | 4  | 18 |    |    | 8   | girone retrocessione |
| 12. | Racing White Molenbeek | 22 | 2  | 20 |    |    | 4   | girone retrocessione |

### Girone retrocessione
|     | Squadra                | G  | V  | P  | PF | PS | Pt. | Qualificazione |
| --- | ---------------------- | -- | -- | -- | -- | -- | --- | -------------- |
| 7.  | Brugge                 | 32 | 17 | 15 |    |    | 34  |                |
| 8.  | Ostenda                | 32 | 17 | 15 |    |    | 34  |                |
| 9.  | Athlon Ieper           | 32 | 13 | 19 |    |    | 26  |                |
| 10. | Okapi Aalstar          | 32 | 13 | 19 |    |    | 26  |                |
| 11. | Elite Gent             | 32 | 9  | 23 |    |    | 18  | retrocesse     |
| 12. | Racing White Molenbeek | 32 | 4  | 28 |    |    | 8   | retrocesse     |

### Girone finale
|    | Squadra         | G  | V  | P  | PF | PS | Pt. |
| -- | --------------- | -- | -- | -- | -- | -- | --- |
| 1. | Racing Mechelen | 32 | 23 | 9  |    |    | 46  |
| 2. | Racing Anversa  | 32 | 22 | 10 |    |    | 44  |
| 3. | Royal Molenbeek | 32 | 22 | 10 |    |    | 44  |
| 4. | Standard Liegi  | 32 | 19 | 13 |    |    | 38  |
| 5. | BUS Lier        | 32 | 17 | 15 |    |    | 34  |
| 6. | Bavi Vilvoorde  | 32 | 16 | 16 |    |    | 32  |

| Division I 1973-1974      |
| ------------------------- |
| Racing Mechelen 5º titolo |